# Domna Komarowa
Domna Pawłowna Komarowa (ros. До́мна Па́вловна Комаро́ва, ur. 18 października 1920 we wsi Łamskoje w guberni orłowskiej, zm. 31 grudnia 1994 w Moskwie) – radziecka polityk, działaczka partyjna.
Początkowo aktywistka pionierów, później Komsomołu, potem sekretarz komitetu wykonawczego rady rejonowej, od 1940 w WKP(b), instruktor rejonowego komitetu WKP(b). Od 1944 kierowała wydziałem rejonowego komitetu WKP(b), następnie była instruktorem i zastępcą kierownika wydziału Komitetu Obwodowego WKP(b) w Briańsku, 1954-1960 I sekretarz briańskiego wiejskiego komitetu rejonowego KPZR, 1955 ukończyła zaocznie Wyższą Szkołę Partyjną przy KC KPZR. Od 1960 do grudnia 1962 przewodnicząca Komitetu Wykonawczego Briańskiej Rady Obwodowej, od grudnia 1962 do grudnia 1964 przewodnicząca Komitetu Wykonawczego Briańskiej Wiejskiej Rady Obwodowej, od grudnia 1964 do kwietnia 1967 ponownie przewodnicząca Komitetu Wykonawczego Briańskiej Rady Obwodowej. Od 8 kwietnia 1966 do 25 kwietnia 1989 członkini Centralnej Komisji Rewizyjnej KPZR, od 12 kwietnia 1967 do 16 marca 1988 minister ubezpieczeń społecznych RFSRR, następnie na emeryturze. 1958-1970 deputowana do Rady Najwyższej ZSRR. Pochowana na Cmentarzu Trojekurowskim w Moskwie.

## Odznaczenia
- Order Lenina
- Order Rewolucji Październikowej
- Order Czerwonego Sztandaru Pracy (dwukrotnie)